# Peter Abrahams
Peter Abrahams (3 de março de 1919 – 18 de janeiro de 2017) foi um romancista e jornalista sul-africano que, notadamente em seu romance "Vermelho é o sangue dos Negros", trata da condição das pessoas de cor durante o apartheid.

## Obras
- Dark Testament (1942)
- Song of the City (1945) 179p, romance
- O Rapaz da Mina - no original Mine Boy (1946) - o seu romance seminal, foi o primeiro escritor a trazer a realidade horrível do sistema de de discriminação racial do apartheid da África do Sul à atenção internacional.
- The Path of Thunder (1948)
- Wild Conquest (1950)
- Return to Goli (1953)
- Tell Freedom (1954)
- A Wreath for Udomo (1956)
- A Night of Their Own (1965)
- This Island Now (1966)
- The View from Coyaba (1985)
- The Black Experience in the 20th Century: An Autobiography and Meditation (2000)